# Lista över insjöar i Sverige med namn som slutar med -gölen (Småland P-Ö)
gölen  ingår i namnet på följande insjöar i Sverige som har Wikipedia-artikel:

## Småland (P-Ö)
- Palmagölen, sjö i Jönköpings kommun och Småland 57°44′46″N 14°30′08″Ö / 57.74619°N 14.50224°Ö
- Passlemålagölen, sjö i Eksjö kommun och Småland 57°42′16″N 15°06′33″Ö / 57.70456°N 15.10928°Ö
- Persgölen, sjö i Västerviks kommun och Småland 57°36′12″N 16°16′10″Ö / 57.60336°N 16.26937°Ö
- Perstorpsgölen (Eksjö socken, Småland), sjö i Eksjö kommun och Småland 57°41′16″N 14°55′54″Ö / 57.68766°N 14.93172°Ö
- Perstorpsgölen (Södra Sandsjö socken, Småland), sjö i Tingsryds kommun och Småland 56°31′00″N 15°02′40″Ö / 56.51667°N 15.04449°Ö
- Petgölen, sjö i Hultsfreds kommun och Småland 57°33′54″N 16°01′14″Ö / 57.56488°N 16.02042°Ö
- Pilagölen (Färgaryds socken, Småland), sjö i Hylte kommun och Småland 56°55′30″N 13°13′16″Ö / 56.92495°N 13.22124°Ö
- Pilagölen (Skepperstads socken, Småland), sjö i Sävsjö kommun och Småland 57°20′02″N 14°44′09″Ö / 57.33396°N 14.73574°Ö
- Plusgölen, sjö i Vaggeryds kommun och Småland 57°29′11″N 13°59′03″Ö / 57.48644°N 13.98406°Ö
- Prästagölen (Byarums socken, Småland), sjö i Vaggeryds kommun och Småland 57°32′55″N 14°13′31″Ö / 57.54852°N 14.22518°Ö
- Prästagölen (Jälluntofta socken, Småland), sjö i Hylte kommun och Småland 57°02′19″N 13°31′01″Ö / 57.03869°N 13.51703°Ö
- Prästnäsagölen, sjö i Hultsfreds kommun och Småland 57°25′22″N 15°36′04″Ö / 57.42267°N 15.60099°Ö
- Prästorpagölen, sjö i Vetlanda kommun och Småland 57°26′32″N 15°15′27″Ö / 57.44211°N 15.25750°Ö
- Puketorpagölen, sjö i Vetlanda kommun och Småland 57°15′19″N 14°54′32″Ö / 57.25540°N 14.90885°Ö
- Pärlbogölen, sjö i Västerviks kommun och Småland 57°55′14″N 16°26′42″Ö / 57.92054°N 16.44488°Ö
- Påtarpagölen, sjö i Eksjö kommun och Småland 57°35′23″N 15°36′53″Ö / 57.58961°N 15.61477°Ö
- Rackaregölen, sjö i Hylte kommun och Småland 56°56′34″N 13°35′21″Ö / 56.94289°N 13.58914°Ö
- Raftagölen, sjö i Vaggeryds kommun och Småland 57°22′03″N 14°17′07″Ö / 57.36749°N 14.28534°Ö
- Rakgölen, sjö i Västerviks kommun och Småland 57°33′51″N 16°17′41″Ö / 57.56430°N 16.29477°Ö
- Rammgölen, sjö i Västerviks kommun och Småland 58°02′56″N 16°26′18″Ö / 58.04879°N 16.43836°Ö
- Ramshultegölen, sjö i Oskarshamns kommun och Småland 57°31′01″N 16°23′03″Ö / 57.51705°N 16.38425°Ö
- Rankegölen, sjö i Gnosjö kommun och Småland 57°26′46″N 13°51′32″Ö / 57.44622°N 13.85879°Ö
- Ringestorpegölen, sjö i Västerviks kommun och Småland 58°03′16″N 16°28′48″Ö / 58.05450°N 16.47996°Ö
- Risagölen, sjö i Eksjö kommun och Småland 57°41′52″N 14°53′46″Ö / 57.69764°N 14.89610°Ö
- Risdalsgölen, sjö i Västerviks kommun och Småland 57°51′39″N 16°21′49″Ö / 57.86086°N 16.36364°Ö
- Roestorpagölen, sjö i Jönköpings kommun och Småland 57°48′38″N 14°25′16″Ö / 57.81043°N 14.42102°Ö
- Rogölen, sjö i Nässjö kommun och Småland 57°45′59″N 14°54′06″Ö / 57.76628°N 14.90160°Ö
- Rosenholmsgölen, sjö i Vetlanda kommun och Småland 57°28′51″N 15°35′07″Ö / 57.48073°N 15.58516°Ö
- Rotagölen, sjö i Gnosjö kommun och Småland 57°26′28″N 13°43′20″Ö / 57.44107°N 13.72215°Ö
- Rudaholmsgölen, sjö i Vimmerby kommun och Småland 57°33′51″N 16°10′31″Ö / 57.56425°N 16.17530°Ö
- Rumpegölen, sjö i Vetlanda kommun och Småland 57°14′56″N 15°13′01″Ö / 57.24887°N 15.21697°Ö
- Rydagölen, sjö i Vetlanda kommun och Småland 57°13′35″N 15°29′48″Ö / 57.22634°N 15.49663°Ö
- Rydbogölen, sjö i Tranås kommun och Småland 58°03′06″N 14°39′49″Ö / 58.05179°N 14.66371°Ö
- Rydgölen, sjö i Vetlanda kommun och Småland 57°22′38″N 15°10′46″Ö / 57.37709°N 15.17951°Ö
- Rydsgölen, sjö i Tranås kommun och Småland 57°57′15″N 14°49′40″Ö / 57.95403°N 14.82779°Ö
- Ryegölen, sjö i Vetlanda kommun och Småland 57°19′00″N 15°28′47″Ö / 57.31663°N 15.47960°Ö
- Ryttaregölen, sjö i Nybro kommun och Småland 56°37′36″N 15°51′34″Ö / 56.62658°N 15.85949°Ö
- Räppegölen, sjö i Växjö kommun och Småland 56°52′48″N 14°44′16″Ö / 56.88011°N 14.73776°Ö
- Rådagölen, sjö i Jönköpings kommun och Småland 57°54′37″N 14°21′13″Ö / 57.91025°N 14.35357°Ö
- Rågångsgölen, sjö i Eksjö kommun och Småland 57°39′37″N 15°08′41″Ö / 57.66022°N 15.14465°Ö
- Råhultsgölen (Femsjö socken, Småland), sjö i Hylte kommun och Småland 56°53′12″N 13°23′30″Ö / 56.88677°N 13.39176°Ö
- Råhultsgölen (Svenarums socken, Småland), sjö i Vaggeryds kommun och Småland 57°32′39″N 14°14′10″Ö / 57.54426°N 14.23622°Ö
- Råshultegölen, sjö i Vimmerby kommun och Småland 57°46′26″N 15°44′33″Ö / 57.77389°N 15.74252°Ö
- Röhällsgölen, sjö i Åtvidabergs kommun och Småland 58°12′31″N 16°17′50″Ö / 58.20851°N 16.29712°Ö
- Röjegölen, sjö i Gislaveds kommun och Småland 57°18′50″N 13°24′31″Ö / 57.31396°N 13.40864°Ö
- Röksbergsgölen, sjö i Jönköpings kommun och Småland 57°40′11″N 13°49′15″Ö / 57.66971°N 13.82085°Ö
- Rösåsagölen, sjö i Vetlanda kommun och Småland 57°25′01″N 14°50′56″Ö / 57.41695°N 14.84882°Ö
- Rötgölen, sjö i Jönköpings kommun och Småland 57°40′40″N 14°12′18″Ö / 57.67767°N 14.20498°Ö
- Rövaregölen, sjö i Hylte kommun och Småland 56°55′41″N 13°16′18″Ö / 56.92796°N 13.27180°Ö
- Sandbokärrgölen, sjö i Västerviks kommun och Småland 57°53′52″N 16°04′39″Ö / 57.89789°N 16.07754°Ö
- Sanderagölen, sjö i Vetlanda kommun och Småland 57°12′53″N 14°55′11″Ö / 57.21461°N 14.91961°Ö
- Sandlidgölen, sjö i Eksjö kommun och Småland 57°31′17″N 15°23′39″Ö / 57.52147°N 15.39416°Ö
- Sandserydsgölen, sjö i Gislaveds kommun och Småland 57°15′08″N 13°26′08″Ö / 57.25231°N 13.43551°Ö
- Sandsjögölen, sjö i Vimmerby kommun och Småland 57°43′22″N 15°35′47″Ö / 57.72283°N 15.59628°Ö
- Sandstugugölen, sjö i Hultsfreds kommun och Småland 57°32′52″N 15°42′40″Ö / 57.54788°N 15.71118°Ö
- Sandåkragölen, sjö i Vetlanda kommun och Småland 57°14′01″N 15°30′20″Ö / 57.23373°N 15.50551°Ö
- Sekegölen, sjö i Nässjö kommun och Småland 57°40′26″N 14°43′41″Ö / 57.67378°N 14.72792°Ö
- Selltorpsgölen, sjö i Aneby kommun och Småland 57°49′24″N 15°02′59″Ö / 57.82328°N 15.04978°Ö
- Sevedstorpagölen, sjö i Vetlanda kommun och Småland 57°16′11″N 15°16′26″Ö / 57.26986°N 15.27399°Ö
- Sevedsängagölen, sjö i Växjö kommun och Småland 56°49′13″N 14°45′54″Ö / 56.82017°N 14.76501°Ö
- Sibbemålagölen, sjö i Nässjö kommun och Småland 57°43′47″N 14°55′19″Ö / 57.72979°N 14.92181°Ö
- Sjöabergsgölen, sjö i Värnamo kommun och Småland 57°07′15″N 13°59′34″Ö / 57.12076°N 13.99282°Ö
- Sjöbogölen, sjö i Växjö kommun och Småland 57°06′47″N 14°43′44″Ö / 57.11299°N 14.72892°Ö
- Sjöerydsgölen, sjö i Vaggeryds kommun och Småland 57°24′30″N 14°09′43″Ö / 57.40824°N 14.16184°Ö
- Skallgölen, sjö i Vimmerby kommun och Småland 57°44′14″N 15°34′10″Ö / 57.73715°N 15.56933°Ö
- Skategölen, sjö i Gislaveds kommun och Småland 57°18′05″N 13°20′50″Ö / 57.30137°N 13.34722°Ö
- Skebogölen (Hannäs socken, Småland), sjö i Åtvidabergs kommun och Småland 58°14′18″N 16°23′25″Ö / 58.23829°N 16.39015°Ö
- Skebogölen (Lofta socken, Småland), sjö i Västerviks kommun och Småland 57°57′47″N 16°21′37″Ö / 57.96314°N 16.36016°Ö
- Skeppgölen, sjö i Vimmerby kommun och Småland 57°46′49″N 15°55′53″Ö / 57.78022°N 15.93126°Ö
- Skinnarebogölen, sjö i Aneby kommun och Småland 57°52′51″N 14°32′47″Ö / 57.88097°N 14.54642°Ö
- Skinnaremålagölen, sjö i Västerviks kommun och Småland 57°40′07″N 16°31′53″Ö / 57.66858°N 16.53127°Ö
- Skirgölen (Gärdserums socken, Småland), sjö i Åtvidabergs kommun och Småland 58°11′46″N 16°07′17″Ö / 58.19605°N 16.12130°Ö
- Skirgölen (Tuna socken, Småland), sjö i Vimmerby kommun och Småland 57°33′43″N 16°05′10″Ö / 57.56188°N 16.08606°Ö
- Skoggölen, sjö i Vetlanda kommun och Småland 57°13′30″N 14°47′37″Ö / 57.22507°N 14.79353°Ö
- Skogsgölen, sjö i Vaggeryds kommun och Småland 57°34′11″N 13°57′12″Ö / 57.56979°N 13.95332°Ö
- Skrabbgölen (Målilla socken, Småland), sjö i Hultsfreds kommun och Småland 57°26′50″N 15°45′26″Ö / 57.44734°N 15.75725°Ö
- Skrabbgölen (Tuna socken, Småland), sjö i Vimmerby kommun och Småland 57°31′45″N 16°17′34″Ö / 57.52929°N 16.29280°Ö
- Skräddargölen, sjö i Gislaveds kommun och Småland 57°34′14″N 13°50′38″Ö / 57.57056°N 13.84397°Ö
- Skurugölen, sjö i Eksjö kommun och Småland 57°40′03″N 15°01′20″Ö / 57.66742°N 15.02236°Ö
- Skyltagölen, sjö i Sävsjö kommun och Småland 57°19′56″N 14°43′38″Ö / 57.33218°N 14.72716°Ö
- Skälsbäcksgölen, sjö i Högsby kommun och Småland 57°11′12″N 15°37′05″Ö / 57.18680°N 15.61818°Ö
- Skälsgölen (Döderhults socken, Småland), sjö i Oskarshamns kommun och Småland 57°19′04″N 16°11′10″Ö / 57.31783°N 16.18611°Ö
- Skälsgölen (Tveta socken, Småland), sjö i Hultsfreds kommun och Småland 57°16′04″N 15°45′55″Ö / 57.26766°N 15.76528°Ö
- Skärgölen (Källeryds socken, Småland), sjö i Gnosjö kommun och Småland 57°25′52″N 13°41′41″Ö / 57.43110°N 13.69474°Ö
- Skärgölen (Södra Vi socken, Småland), sjö i Vimmerby kommun och Småland 57°46′42″N 15°34′59″Ö / 57.77838°N 15.58301°Ö
- Skärgölen (Torsås socken, Småland), sjö i Torsås kommun och Småland 56°21′27″N 15°49′03″Ö / 56.35762°N 15.81754°Ö
- Skärgölen (Ås socken, Småland), sjö i Gislaveds kommun och Småland 57°01′47″N 13°38′26″Ö / 57.02984°N 13.64046°Ö
- Skärgölen (Åseda socken, Småland), sjö i Uppvidinge kommun och Småland 57°11′19″N 15°16′04″Ö / 57.18866°N 15.26788°Ö
- Skärpegölen, sjö i Vetlanda kommun och Småland 57°19′37″N 15°13′31″Ö / 57.32694°N 15.22535°Ö
- Skärpingsgölen, sjö i Växjö kommun och Småland 57°09′09″N 14°43′26″Ö / 57.15246°N 14.72380°Ö
- Skärsgölen, sjö i Sävsjö kommun och Småland 57°17′09″N 14°38′43″Ö / 57.28593°N 14.64526°Ö
- Skärvgölen, sjö i Hultsfreds kommun och Småland 57°14′25″N 15°42′32″Ö / 57.24024°N 15.70883°Ö
- Skålgölen, sjö i Oskarshamns kommun och Småland 57°30′19″N 16°21′26″Ö / 57.50523°N 16.35721°Ö
- Sköglegölen, sjö i Vetlanda kommun och Småland 57°19′28″N 15°00′57″Ö / 57.32436°N 15.01574°Ö
- Slagetorpagölen, sjö i Sävsjö kommun och Småland 57°17′58″N 14°43′34″Ö / 57.29931°N 14.72613°Ö
- Slättamogölen, sjö i Eksjö kommun och Småland 57°36′41″N 15°16′02″Ö / 57.61141°N 15.26716°Ö
- Slättebergsgölen, sjö i Nässjö kommun och Småland 57°31′46″N 14°39′30″Ö / 57.52958°N 14.65823°Ö
- Slättåkragölen, sjö i Vetlanda kommun och Småland 57°24′25″N 15°15′40″Ö / 57.40684°N 15.26119°Ö
- Snittarpegölen, sjö i Tranås kommun och Småland 58°03′31″N 14°50′39″Ö / 58.05849°N 14.84408°Ö
- Snällamålagölen, sjö i Nybro kommun och Småland 56°37′09″N 15°48′17″Ö / 56.61905°N 15.80475°Ö
- Sogölen, sjö i Vetlanda kommun och Småland 57°20′51″N 14°49′59″Ö / 57.34742°N 14.83302°Ö
- Sonarpsgölen, sjö i Jönköpings kommun och Småland 57°34′09″N 14°14′10″Ö / 57.56922°N 14.23599°Ö
- Sprattagölen, sjö i Nässjö kommun och Småland 57°24′50″N 14°49′06″Ö / 57.41393°N 14.81828°Ö
- Sputtgölen, sjö i Västerviks kommun och Småland 57°31′16″N 16°23′37″Ö / 57.52122°N 16.39366°Ö
- Spökgölen (Askeryds socken, Småland), sjö i Aneby kommun och Småland 57°48′30″N 14°56′56″Ö / 57.80845°N 14.94882°Ö
- Spökgölen (Ödestugu socken, Småland), sjö i Jönköpings kommun och Småland 57°33′19″N 14°13′58″Ö / 57.55535°N 14.23291°Ö
- Stallbergagölen, sjö i Eksjö kommun och Småland 57°38′20″N 14°56′33″Ö / 57.63879°N 14.94244°Ö
- Stansgölen, sjö i Nässjö kommun och Småland 57°35′18″N 14°20′37″Ö / 57.58820°N 14.34369°Ö
- Starkabogölen, sjö i Gislaveds kommun och Småland 57°19′33″N 13°40′25″Ö / 57.32583°N 13.67355°Ö
- Stenbrogölen, sjö i Växjö kommun och Småland 57°09′17″N 14°32′34″Ö / 57.15472°N 14.54279°Ö
- Stengölen (Gärdserums socken, Småland), sjö i Åtvidabergs kommun och Småland 58°12′44″N 16°05′02″Ö / 58.21211°N 16.08401°Ö
- Stengölen (Karlslunda socken, Småland), sjö i Kalmar kommun och Småland 56°33′33″N 15°46′43″Ö / 56.55906°N 15.77873°Ö
- Stengölen (Målilla socken, Småland), sjö i Hultsfreds kommun och Småland 57°26′38″N 15°56′51″Ö / 57.44376°N 15.94760°Ö
- Stigarydsgölen, sjö i Jönköpings kommun och Småland 57°42′27″N 13°51′21″Ö / 57.70762°N 13.85585°Ö
- Stinasgölen, sjö i Jönköpings kommun och Småland 57°47′41″N 14°35′45″Ö / 57.79462°N 14.59584°Ö
- Stjärnegölen, sjö i Nässjö kommun och Småland 57°33′44″N 14°21′30″Ö / 57.56233°N 14.35843°Ö
- Stjärnevikgölen, sjö i Vimmerby kommun och Småland 57°38′15″N 16°05′08″Ö / 57.63757°N 16.08547°Ö
- Stockagölen, sjö i Gislaveds kommun och Småland 57°17′18″N 13°20′10″Ö / 57.28822°N 13.33616°Ö
- Stockarydsgölen, sjö i Sävsjö kommun och Småland 57°18′34″N 14°36′29″Ö / 57.30947°N 14.60818°Ö
- Stolpgölen, sjö i Aneby kommun och Småland 57°50′40″N 14°57′10″Ö / 57.84449°N 14.95268°Ö
- Stora Bergagölen, sjö i Vaggeryds kommun och Småland 57°30′48″N 14°18′46″Ö / 57.51321°N 14.31265°Ö
- Stora Berggölen, sjö i Vimmerby kommun och Småland 57°48′38″N 15°35′18″Ö / 57.81054°N 15.58836°Ö
- Stora Engölen, sjö i Åtvidabergs kommun och Småland 58°12′58″N 16°15′00″Ö / 58.21623°N 16.24993°Ö
- Stora Fåglagölen, sjö i Uppvidinge kommun och Småland 57°08′53″N 15°27′57″Ö / 57.14814°N 15.46573°Ö
- Stora Grytgölen (Döderhults socken, Småland), sjö i Oskarshamns kommun och Småland 57°14′16″N 16°21′47″Ö / 57.23788°N 16.36315°Ö
- Stora Grytgölen (Rumskulla socken, Småland), sjö i Vimmerby kommun och Småland 57°45′13″N 15°35′59″Ö / 57.75354°N 15.59962°Ö
- Stora Gölen (Askeryds socken, Småland), sjö i Aneby kommun och Småland 57°48′55″N 15°00′41″Ö / 57.81533°N 15.01141°Ö
- Stora gölen (Gärdserums socken, Småland), sjö i Åtvidabergs kommun och Småland 58°08′16″N 16°06′56″Ö / 58.13770°N 16.11569°Ö
- Stora Gölen (Hults socken, Småland), sjö i Eksjö kommun och Småland 57°37′52″N 15°08′57″Ö / 57.63115°N 15.14903°Ö
- Stora Gölen (Järsnäs socken, Småland), sjö i Jönköpings kommun och Småland 57°50′48″N 14°31′44″Ö / 57.84667°N 14.52892°Ö
- Stora Gölen (Lommaryds socken, Småland), sjö i Aneby kommun och Småland 57°52′35″N 14°37′22″Ö / 57.87632°N 14.62276°Ö
- Stora Gölen (Malmbäcks socken, Småland), sjö i Nässjö kommun och Småland 57°32′41″N 14°21′20″Ö / 57.54461°N 14.35546°Ö
- Stora Gölen (Markaryds socken, Småland), sjö i Markaryds kommun och Småland 56°29′00″N 13°41′21″Ö / 56.48336°N 13.68924°Ö
- Stora Gölen (Nässjö socken, Småland), sjö i Nässjö kommun och Småland 57°34′26″N 14°50′08″Ö / 57.57381°N 14.83551°Ö
- Stora Gölen (Våthults socken, Småland), sjö i Gislaveds kommun och Småland 57°17′07″N 13°26′21″Ö / 57.28516°N 13.43904°Ö
- Stora Hultagölen, sjö i Emmaboda kommun och Småland 56°33′35″N 15°43′39″Ö / 56.55984°N 15.72750°Ö
- Stora Idgölen, sjö i Vimmerby kommun och Småland 57°45′48″N 15°35′47″Ö / 57.76332°N 15.59638°Ö
- Stora Kalvagölen, sjö i Nybro kommun och Småland 56°52′36″N 15°53′03″Ö / 56.87658°N 15.88412°Ö
- Stora Kalvgölen, sjö i Nybro kommun och Småland 56°53′27″N 15°50′34″Ö / 56.89087°N 15.84280°Ö
- Stora Kulkagölen, sjö i Hylte kommun och Småland 56°52′52″N 13°19′11″Ö / 56.88104°N 13.31977°Ö
- Stora Lomsgölen, sjö i Oskarshamns kommun och Småland 57°13′57″N 16°14′54″Ö / 57.23259°N 16.24832°Ö
- Stora Löpgölen, sjö i Åtvidabergs kommun och Småland 58°11′21″N 16°13′40″Ö / 58.18919°N 16.22783°Ö
- Stora Madgölen, sjö i Nybro kommun och Småland 57°03′01″N 15°53′53″Ö / 57.05024°N 15.89816°Ö
- Stora Märkesgölen, sjö i Gnosjö kommun och Småland 57°28′35″N 13°50′19″Ö / 57.47645°N 13.83868°Ö
- Stora Målgölen, sjö i Åtvidabergs kommun och Småland 58°10′10″N 16°16′35″Ö / 58.16935°N 16.27636°Ö
- Stora Mörkgölen, sjö i Aneby kommun och Småland 57°51′32″N 14°57′25″Ö / 57.85897°N 14.95688°Ö
- Stora Näsgölen, sjö i Vetlanda kommun och Småland 57°20′49″N 14°58′42″Ö / 57.34684°N 14.97821°Ö
- Stora Skiregölen, sjö i Vetlanda kommun och Småland 57°14′27″N 15°15′31″Ö / 57.24079°N 15.25851°Ö
- Stora Tomgölen, sjö i Oskarshamns kommun och Småland 57°16′15″N 16°19′07″Ö / 57.27085°N 16.31873°Ö
- Stora Tregölen, sjö i Västerviks kommun och Småland 57°52′22″N 16°21′37″Ö / 57.87272°N 16.36028°Ö
- Stora Tvegölen, sjö i Västerviks kommun och Småland 57°58′16″N 16°18′32″Ö / 57.97125°N 16.30891°Ö
- Stora Tvillinggölen, sjö i Västerviks kommun och Småland 58°02′41″N 16°10′51″Ö / 58.04469°N 16.18075°Ö
- Stora Tvärgölen, sjö i Vaggeryds kommun och Småland 57°29′38″N 13°57′28″Ö / 57.49387°N 13.95767°Ö
- Stora Uvgölen, sjö i Vimmerby kommun och Småland 57°42′38″N 15°34′59″Ö / 57.71059°N 15.58309°Ö
- Stora Änggölen, sjö i Västerviks kommun och Småland 58°03′32″N 16°03′45″Ö / 58.05890°N 16.06250°Ö
- Storhagagölen, sjö i Eksjö kommun och Småland 57°35′01″N 15°09′51″Ö / 57.58354°N 15.16409°Ö
- Stormbogölen, sjö i Västerviks kommun och Småland 57°44′01″N 16°19′38″Ö / 57.73351°N 16.32727°Ö
- Storvedsgölen, sjö i Åtvidabergs kommun och Småland 58°06′53″N 16°06′44″Ö / 58.11482°N 16.11227°Ö
- Stråsundsgölen, sjö i Växjö kommun och Småland 57°11′13″N 14°38′42″Ö / 57.18687°N 14.64506°Ö
- Strömmagölen, sjö i Sävsjö kommun och Småland 57°21′03″N 14°47′45″Ö / 57.35071°N 14.79572°Ö
- Styggtorpagölen, sjö i Nässjö kommun och Småland 57°35′28″N 14°49′22″Ö / 57.59123°N 14.82284°Ö
- Stämbottensgölen, sjö i Västerviks kommun och Småland 57°39′05″N 16°26′11″Ö / 57.65131°N 16.43646°Ö
- Störestorpagölen, sjö i Jönköpings kommun och Småland 57°47′03″N 14°28′23″Ö / 57.78405°N 14.47314°Ö
- Sutaregölen, sjö i Eksjö kommun och Småland 57°35′41″N 14°56′13″Ö / 57.59467°N 14.93697°Ö
- Suttergölen, sjö i Vimmerby kommun och Småland 57°36′43″N 16°00′31″Ö / 57.61195°N 16.00848°Ö
- Svantesnällagölen, sjö i Tranås kommun och Småland 58°04′56″N 14°57′47″Ö / 58.08214°N 14.96312°Ö
- Svartegölen, sjö i Vetlanda kommun och Småland 57°14′23″N 15°23′27″Ö / 57.23977°N 15.39085°Ö
- Svartgölen (Dalhems socken, Småland), sjö i Västerviks kommun och Småland 57°59′01″N 16°14′52″Ö / 57.98369°N 16.24773°Ö
- Svartgölen (Döderhults socken, Småland), sjö i Oskarshamns kommun och Småland 57°16′15″N 16°18′45″Ö / 57.27096°N 16.31243°Ö
- Svartgölen (Frödinge socken, Småland), sjö i Vimmerby kommun och Småland 57°41′04″N 15°58′39″Ö / 57.68455°N 15.97754°Ö
- Svartgölen (Högsby socken, Småland), sjö i Högsby kommun och Småland 57°07′13″N 15°56′34″Ö / 57.12015°N 15.94290°Ö
- Svartgölen (Ingatorps socken, Småland), sjö i Eksjö kommun och Småland 57°39′47″N 15°17′48″Ö / 57.66307°N 15.29672°Ö
- Svartgölen (Kävsjö socken, Småland), sjö i Gnosjö kommun och Småland 57°17′20″N 13°59′02″Ö / 57.28895°N 13.98389°Ö
- Svartgölen (Malmbäcks socken, Småland), sjö i Nässjö kommun och Småland 57°31′37″N 14°24′39″Ö / 57.52700°N 14.41075°Ö
- Svartgölen (Målilla socken, Småland, 636351-150619), sjö i Hultsfreds kommun och Småland 57°23′50″N 15°54′29″Ö / 57.39711°N 15.90817°Ö
- Svartgölen (Målilla socken, Småland, 637023-148916), sjö i Hultsfreds kommun och Småland 57°27′26″N 15°37′29″Ö / 57.45736°N 15.62462°Ö
- Svartgölen (Månsarps socken, Småland), sjö i Jönköpings kommun och Småland 57°40′15″N 14°05′53″Ö / 57.67080°N 14.09802°Ö
- Svartgölen (Nydala socken, Småland, 634611-141558), sjö i Värnamo kommun och Småland 57°13′59″N 14°24′26″Ö / 57.23312°N 14.40730°Ö
- Svartgölen (Nydala socken, Småland, 635600-140926), sjö i Värnamo kommun och Småland 57°19′14″N 14°17′57″Ö / 57.32069°N 14.29906°Ö
- Svartgölen (Svenarums socken, Småland), sjö i Vaggeryds kommun och Småland 57°31′38″N 14°13′59″Ö / 57.52724°N 14.23295°Ö
- Svartgölen (Södra Vi socken, Småland), sjö i Vimmerby kommun och Småland 57°41′15″N 15°48′03″Ö / 57.68744°N 15.80085°Ö
- Svartgölen (Tranås socken, Småland), sjö i Tranås kommun och Småland 58°04′09″N 14°58′42″Ö / 58.06922°N 14.97833°Ö
- Svartgölen (Vimmerby socken, Småland), sjö i Vimmerby kommun och Småland 57°42′15″N 15°52′35″Ö / 57.70422°N 15.87632°Ö
- Svartgölen (Västra Eds socken, Småland), sjö i Västerviks kommun och Småland 57°59′40″N 16°32′08″Ö / 57.99449°N 16.53565°Ö
- Svartgölen (Åkers socken, Småland), sjö i Vaggeryds kommun och Småland 57°28′40″N 13°57′14″Ö / 57.47765°N 13.95382°Ö
- Svartgölen (Örsjö socken, Småland), sjö i Nybro kommun och Småland 56°43′01″N 15°45′29″Ö / 56.71684°N 15.75804°Ö
- Svartgölen (Överums socken, Småland), sjö i Västerviks kommun och Småland 58°03′48″N 16°13′37″Ö / 58.06322°N 16.22702°Ö
- Svenserydsgölen, sjö i Jönköpings kommun och Småland 57°35′35″N 14°16′48″Ö / 57.59293°N 14.27995°Ö
- Svenstorpsgölen, sjö i Västerviks kommun och Småland 58°03′31″N 16°26′29″Ö / 58.05865°N 16.44125°Ö
- Svingölen, sjö i Västerviks kommun och Småland 57°40′30″N 16°24′14″Ö / 57.67499°N 16.40386°Ö
- Svinsjögölen, sjö i Vaggeryds kommun och Småland 57°29′11″N 13°54′56″Ö / 57.48642°N 13.91552°Ö
- Svärtegölen, sjö i Vaggeryds kommun och Småland 57°34′19″N 13°56′51″Ö / 57.57186°N 13.94737°Ö
- Sävegölen, sjö i Eksjö kommun och Småland 57°41′12″N 15°04′51″Ö / 57.68653°N 15.08079°Ö
- Sågegölen, sjö i Eksjö kommun och Småland 57°41′30″N 15°04′18″Ö / 57.69160°N 15.07164°Ö
- Sålhultagölen, sjö i Gislaveds kommun och Småland 57°18′31″N 13°20′29″Ö / 57.30853°N 13.34143°Ö
- Södra Gåsamossegölen, sjö i Lessebo kommun och Småland 56°40′19″N 15°23′12″Ö / 56.67187°N 15.38668°Ö
- Södra Hiagölen, sjö i Vaggeryds kommun och Småland 57°33′58″N 14°08′37″Ö / 57.56624°N 14.14370°Ö
- Södra Husgölen, sjö i Eksjö kommun och Småland 57°39′57″N 14°54′45″Ö / 57.66597°N 14.91247°Ö
- Södra Kråkgölen, sjö i Vaggeryds kommun och Småland 57°31′33″N 14°00′00″Ö / 57.52592°N 13.99996°Ö
- Södra Mossgölen, sjö i Eksjö kommun och Småland 57°36′11″N 14°56′01″Ö / 57.60299°N 14.93359°Ö
- Södragölen, sjö i Nässjö kommun och Småland 57°43′24″N 14°31′39″Ö / 57.72346°N 14.52739°Ö
- Södralundsgölen, sjö i Sävsjö kommun och Småland 57°17′50″N 14°39′12″Ö / 57.29723°N 14.65337°Ö
- Södratorpagölen, sjö i Gislaveds kommun och Småland 57°02′02″N 13°37′13″Ö / 57.03398°N 13.62029°Ö
- Tagelgölen, sjö i Gislaveds kommun och Småland 57°16′05″N 13°22′49″Ö / 57.26814°N 13.38028°Ö
- Tallenbergsgölen, sjö i Vetlanda kommun och Småland 57°20′27″N 15°06′24″Ö / 57.34097°N 15.10672°Ö
- Tallsebogölen, sjö i Vimmerby kommun och Småland 57°43′35″N 15°58′37″Ö / 57.72630°N 15.97706°Ö
- Taskgölen, sjö i Åtvidabergs kommun och Småland 58°05′05″N 16°06′12″Ö / 58.08485°N 16.10320°Ö
- Tjurshultagölen, sjö i Jönköpings kommun och Småland 57°39′03″N 14°00′53″Ö / 57.65079°N 14.01486°Ö
- Tjustgölen, sjö i Oskarshamns kommun och Småland 57°30′30″N 16°35′15″Ö / 57.50823°N 16.58748°Ö
- Togölen (Eksjö socken, Småland), sjö i Eksjö kommun och Småland 57°41′59″N 14°55′43″Ö / 57.69985°N 14.92858°Ö
- Togölen (Lönneberga socken, Småland), sjö i Hultsfreds kommun och Småland 57°32′18″N 15°43′21″Ö / 57.53846°N 15.72256°Ö
- Togölen (Mörlunda socken, Småland), sjö i Hultsfreds kommun och Småland 57°14′36″N 15°44′38″Ö / 57.24341°N 15.74394°Ö
- Togölen (Tuna socken, Småland), sjö i Vimmerby kommun och Småland 57°31′58″N 16°13′31″Ö / 57.53285°N 16.22524°Ö
- Tolvmansgölen, sjö i Vetlanda kommun och Småland 57°16′01″N 15°17′29″Ö / 57.26697°N 15.29143°Ö
- Tomeshultagölen, sjö i Emmaboda kommun och Småland 56°44′24″N 15°24′33″Ö / 56.74010°N 15.40913°Ö
- Toragölen, sjö i Hylte kommun och Småland 56°56′30″N 13°13′22″Ö / 56.94160°N 13.22288°Ö
- Torbaggagölen, sjö i Gislaveds kommun och Småland 57°06′59″N 13°30′17″Ö / 57.11644°N 13.50480°Ö
- Torkelsgölen, sjö i Åtvidabergs kommun och Småland 58°11′55″N 16°10′12″Ö / 58.19870°N 16.17013°Ö
- Tornbaggagölen, sjö i Uppvidinge kommun och Småland 57°06′00″N 15°30′50″Ö / 57.09995°N 15.51385°Ö
- Torngölen, sjö i Vimmerby kommun och Småland 57°34′37″N 15°46′42″Ö / 57.57682°N 15.77847°Ö
- Torpagölen, sjö i Gnosjö kommun och Småland 57°27′28″N 13°43′48″Ö / 57.45782°N 13.73003°Ö
- Torpegölen, sjö i Åtvidabergs kommun och Småland 58°12′31″N 16°17′03″Ö / 58.20874°N 16.28420°Ö
- Torpgölen, sjö i Västerviks kommun och Småland 57°51′42″N 16°23′14″Ö / 57.86156°N 16.38724°Ö
- Totarpagölen, sjö i Gnosjö kommun och Småland 57°21′11″N 13°42′53″Ö / 57.35293°N 13.71469°Ö
- Tottebogölen, sjö i Gislaveds kommun och Småland 57°02′42″N 13°37′06″Ö / 57.04490°N 13.61833°Ö
- Tovegölen, sjö i Västerviks kommun och Småland 57°57′19″N 16°18′28″Ö / 57.95537°N 16.30785°Ö
- Tranhalsagölen, sjö i Vetlanda kommun och Småland 57°14′08″N 15°13′55″Ö / 57.23565°N 15.23192°Ö
- Trehörnahultsgölen, sjö i Gislaveds kommun och Småland 57°13′17″N 13°22′08″Ö / 57.22139°N 13.36894°Ö
- Trelleborgagölen, sjö i Vetlanda kommun och Småland 57°14′14″N 15°14′01″Ö / 57.23727°N 15.23372°Ö
- Trogölen, sjö i Vetlanda kommun och Småland 57°17′46″N 14°59′42″Ö / 57.29603°N 14.99511°Ö
- Trollsgölen, sjö i Nässjö kommun och Småland 57°41′37″N 14°34′45″Ö / 57.69353°N 14.57926°Ö
- Trägölen, sjö i Oskarshamns kommun och Småland 57°25′46″N 16°13′37″Ö / 57.42931°N 16.22705°Ö
- Trändegölen (Högsby socken, Småland, 633052-151158), sjö i Högsby kommun och Småland 57°06′10″N 15°59′26″Ö / 57.10276°N 15.99069°Ö
- Trändegölen (Högsby socken, Småland, 633282-150140), sjö i Högsby kommun och Småland 57°07′18″N 15°49′42″Ö / 57.12157°N 15.82834°Ö
- Träskgölen, sjö i Oskarshamns kommun och Småland 57°31′28″N 16°35′15″Ö / 57.52439°N 16.58749°Ö
- Träsländagölen, sjö i Nässjö kommun och Småland 57°40′47″N 14°42′58″Ö / 57.67961°N 14.71618°Ö
- Tubbebogölen, sjö i Jönköpings kommun och Småland 57°39′54″N 13°56′51″Ö / 57.66508°N 13.94746°Ö
- Tummerydsgölen, sjö i Sävsjö kommun och Småland 57°21′47″N 14°42′32″Ö / 57.36292°N 14.70881°Ö
- Turbagölen, sjö i Jönköpings kommun och Småland 57°41′46″N 14°17′10″Ö / 57.69609°N 14.28601°Ö
- Tvättegölen (Korsberga socken, Småland), sjö i Vetlanda kommun och Småland 57°19′29″N 15°04′02″Ö / 57.32485°N 15.06719°Ö
- Tvättegölen (Näshults socken, Småland), sjö i Vetlanda kommun och Småland 57°14′42″N 15°17′52″Ö / 57.24500°N 15.29787°Ö
- Tällagölen, sjö i Uppvidinge kommun och Småland 57°13′13″N 15°14′09″Ö / 57.22031°N 15.23597°Ö
- Täppegölen, sjö i Eksjö kommun och Småland 57°41′29″N 15°20′15″Ö / 57.69125°N 15.33741°Ö
- Tångagölen, sjö i Nybro kommun och Småland 56°37′31″N 15°52′06″Ö / 56.62532°N 15.86828°Ö
- Törstegölen, sjö i Tingsryds kommun och Småland 56°27′56″N 14°59′18″Ö / 56.46548°N 14.98841°Ö
- Ugglegölen (Högsby socken, Småland), sjö i Högsby kommun och Småland 57°14′58″N 16°01′48″Ö / 57.24951°N 16.03002°Ö
- Ugglegölen (Södra Vi socken, Småland), sjö i Vimmerby kommun och Småland 57°51′10″N 15°42′44″Ö / 57.85271°N 15.71223°Ö
- Ugglegölen (Tranås socken, Småland), sjö i Tranås kommun och Småland 58°05′01″N 14°59′21″Ö / 58.08356°N 14.98919°Ö
- Ugglegölen (Ödestugu socken, Småland), sjö i Jönköpings kommun och Småland 57°33′21″N 14°14′08″Ö / 57.55574°N 14.23556°Ö
- Ulvagölen, sjö i Emmaboda kommun och Småland 56°29′15″N 15°21′37″Ö / 56.48740°N 15.36031°Ö
- Ulvebogölen, sjö i Vetlanda kommun och Småland 57°18′40″N 14°59′31″Ö / 57.31110°N 14.99196°Ö
- Ulvsmålagölen, sjö i Jönköpings kommun och Småland 57°47′33″N 14°23′22″Ö / 57.79248°N 14.38942°Ö
- Unghålagölen, sjö i Vetlanda kommun och Småland 57°15′39″N 15°15′20″Ö / 57.26072°N 15.25556°Ö
- Ursgölen, sjö i Emmaboda kommun och Småland 56°37′49″N 15°41′55″Ö / 56.63041°N 15.69868°Ö
- Uvbergsgölen, sjö i Vetlanda kommun och Småland 57°19′35″N 14°59′13″Ö / 57.32633°N 14.98697°Ö
- Uvgölen, sjö i Vimmerby kommun och Småland 57°48′25″N 15°43′14″Ö / 57.80701°N 15.72043°Ö
- Vagnholmsgölen, sjö i Västerviks kommun och Småland 57°53′10″N 16°39′47″Ö / 57.88622°N 16.66293°Ö
- Vakthemsgölen, sjö i Vimmerby kommun och Småland 57°38′53″N 15°43′37″Ö / 57.64809°N 15.72683°Ö
- Valegölen, sjö i Vetlanda kommun och Småland 57°19′20″N 15°03′21″Ö / 57.32236°N 15.05595°Ö
- Vallsnäsgölen, sjö i Hylte kommun och Småland 56°56′25″N 13°32′39″Ö / 56.94029°N 13.54426°Ö
- Vallstorpsgölen, sjö i Nässjö kommun och Småland 57°41′39″N 14°36′03″Ö / 57.69410°N 14.60087°Ö
- Vappebogölen, sjö i Västerviks kommun och Småland 57°58′02″N 16°09′00″Ö / 57.96711°N 16.15004°Ö
- Varggölen, sjö i Jönköpings kommun och Småland 57°32′26″N 14°19′49″Ö / 57.54063°N 14.33040°Ö
- Vickenstorpagölen, sjö i Aneby kommun och Småland 57°50′22″N 14°53′05″Ö / 57.83943°N 14.88478°Ö
- Vingölen, sjö i Högsby kommun och Småland 57°07′51″N 15°56′33″Ö / 57.13093°N 15.94261°Ö
- Visgölen, sjö i Hultsfreds kommun och Småland 57°18′19″N 15°56′20″Ö / 57.30531°N 15.93894°Ö
- Vräknegölen, sjö i Vimmerby kommun och Småland 57°46′52″N 15°53′44″Ö / 57.78115°N 15.89563°Ö
- Vrågölen, sjö i Växjö kommun och Småland 57°06′12″N 14°37′03″Ö / 57.10345°N 14.61747°Ö
- Väggagölen, sjö i Aneby kommun och Småland 57°54′31″N 14°40′17″Ö / 57.90873°N 14.67146°Ö
- Väjlagölen, sjö i Tingsryds kommun och Småland 56°27′02″N 14°48′24″Ö / 56.45050°N 14.80677°Ö
- Vännersrydsgölen, sjö i Tranås kommun och Småland 58°01′34″N 14°48′27″Ö / 58.02624°N 14.80737°Ö
- Vännerstensgölen, sjö i Tranås kommun och Småland 58°05′54″N 14°57′42″Ö / 58.09838°N 14.96154°Ö
- Västra Grälebogölen, sjö i Jönköpings kommun och Småland 58°01′33″N 14°33′10″Ö / 58.02596°N 14.55283°Ö
- Västra Idåsgölen, sjö i Högsby kommun och Småland 57°10′02″N 15°47′07″Ö / 57.16719°N 15.78522°Ö
- Västrahultgölen, sjö i Vimmerby kommun och Småland 57°44′01″N 15°57′17″Ö / 57.73369°N 15.95461°Ö
- Yesgölen, sjö i Gnosjö kommun och Småland 57°16′00″N 13°44′46″Ö / 57.26677°N 13.74610°Ö
- Ägersgölen, sjö i Eksjö kommun och Småland 57°40′53″N 15°07′21″Ö / 57.68138°N 15.12247°Ö
- Älgagölen, sjö i Vaggeryds kommun och Småland 57°35′45″N 14°03′37″Ö / 57.59592°N 14.06038°Ö
- Älgarydsgölen, sjö i Värnamo kommun och Småland 57°10′31″N 14°16′52″Ö / 57.17534°N 14.28117°Ö
- Älggölen (Femsjö socken, Småland), sjö i Hylte kommun och Småland 56°52′58″N 13°20′16″Ö / 56.88266°N 13.33788°Ö
- Älggölen (Rogberga socken, Småland), sjö i Jönköpings kommun och Småland 57°40′46″N 14°13′43″Ö / 57.67932°N 14.22854°Ö
- Älmagölen, sjö i Tingsryds kommun och Småland 56°36′27″N 15°17′36″Ö / 56.60748°N 15.29327°Ö
- Älmhultagölen (Byarums socken, Småland), sjö i Vaggeryds kommun och Småland 57°35′54″N 14°09′10″Ö / 57.59842°N 14.15276°Ö
- Älmhultagölen (Fryele socken, Småland), sjö i Värnamo kommun och Småland 57°13′47″N 14°17′21″Ö / 57.22959°N 14.28903°Ö
- Älmhultagölen (Malmbäcks socken, Småland), sjö i Nässjö kommun och Småland 57°30′15″N 14°29′37″Ö / 57.50427°N 14.49353°Ö
- Älmhultagölen (Stengårdshults socken, Småland), sjö i Gislaveds kommun och Småland 57°30′15″N 13°53′44″Ö / 57.50409°N 13.89559°Ö
- Ängagölen (Malmbäcks socken, Småland), sjö i Nässjö kommun och Småland 57°32′22″N 14°30′26″Ö / 57.53952°N 14.50729°Ö
- Ängagölen (Näshults socken, Småland), sjö i Vetlanda kommun och Småland 57°15′30″N 15°24′35″Ö / 57.25842°N 15.40970°Ö
- Ängbomadgölen, sjö i Vimmerby kommun och Småland 57°43′13″N 15°27′48″Ö / 57.72038°N 15.46339°Ö
- Ängnäsgölen, sjö i Västerviks kommun och Småland 57°50′42″N 16°20′55″Ö / 57.84494°N 16.34858°Ö
- Ängstugegölen, sjö i Vimmerby kommun och Småland 57°42′59″N 15°56′40″Ö / 57.71646°N 15.94447°Ö
- Änkarpagölen, sjö i Eksjö kommun och Småland 57°41′41″N 14°55′42″Ö / 57.69473°N 14.92820°Ö
- Ännarydsgölen, sjö i Vetlanda kommun och Småland 57°30′17″N 14°59′11″Ö / 57.50484°N 14.98631°Ö
- Äsgölen, sjö i Hultsfreds kommun och Småland 57°23′35″N 15°54′57″Ö / 57.39297°N 15.91597°Ö
- Äskerydsgölen, sjö i Tranås kommun och Småland 58°03′34″N 14°38′05″Ö / 58.05934°N 14.63467°Ö
- Äskåsagölen, sjö i Gnosjö kommun och Småland 57°14′44″N 13°43′00″Ö / 57.24563°N 13.71679°Ö
- Ävjegölen, sjö i Vimmerby kommun och Småland 57°43′50″N 15°47′04″Ö / 57.73063°N 15.78456°Ö
- Ågölen, sjö i Vimmerby kommun och Småland 57°43′35″N 15°34′37″Ö / 57.72630°N 15.57695°Ö
- Åhultsgölen, sjö i Jönköpings kommun och Småland 57°33′03″N 14°14′09″Ö / 57.55081°N 14.23594°Ö
- Åkergölen, sjö i Västerviks kommun och Småland 57°40′21″N 16°13′21″Ö / 57.67257°N 16.22249°Ö
- Ålabäcksgölen, sjö i Hultsfreds kommun och Småland 57°14′25″N 15°36′47″Ö / 57.24040°N 15.61294°Ö
- Ålebäcksgölen, sjö i Vimmerby kommun och Småland 57°43′44″N 16°02′33″Ö / 57.72880°N 16.04254°Ö
- Ålgölen, sjö i Åtvidabergs kommun och Småland 58°05′30″N 16°05′50″Ö / 58.09169°N 16.09715°Ö
- Ålingegölen, sjö i Vimmerby kommun och Småland 57°44′36″N 15°36′30″Ö / 57.74332°N 15.60841°Ö
- Årsåsagölen, sjö i Eksjö kommun och Småland 57°37′08″N 15°04′57″Ö / 57.61902°N 15.08248°Ö
- Årtgölen, sjö i Hultsfreds kommun och Småland 57°21′46″N 15°51′52″Ö / 57.36275°N 15.86454°Ö
- Åsegölen, sjö i Hultsfreds kommun och Småland 57°26′55″N 15°43′03″Ö / 57.44848°N 15.71744°Ö
- Ögölen, sjö i Sävsjö kommun och Småland 57°21′38″N 14°37′57″Ö / 57.36061°N 14.63244°Ö
- Örgölen, sjö i Sävsjö kommun och Småland 57°23′43″N 14°22′23″Ö / 57.39538°N 14.37317°Ö
- Örkullegölen, sjö i Högsby kommun och Småland 56°59′11″N 16°07′16″Ö / 56.98639°N 16.12121°Ö
- Österhultagölen, sjö i Eksjö kommun och Småland 57°39′55″N 15°02′37″Ö / 57.66539°N 15.04368°Ö
- Österängsgölen, sjö i Västerviks kommun och Småland 58°03′32″N 16°13′13″Ö / 58.05875°N 16.22037°Ö
- Östra Idåsgölen, sjö i Högsby kommun och Småland 57°10′03″N 15°47′35″Ö / 57.16755°N 15.79299°Ö
- Övre Bjurgölen, sjö i Västerviks kommun och Småland 57°56′25″N 16°01′28″Ö / 57.94028°N 16.02434°Ö